# Bethesda Game Studios Austin
Bethesda Game Studios Austin (voorheen BattleCry Studios) is een Amerikaans computerspelontwikkelaar gevestigd in Austin, Texas. Het bedrijf werd in 2012 opgericht door ZeniMax Media en is sindsdien dochteronderneming van de Amerikaanse uitgever. In maart 2018 werd de onderneming omgedoopt tot Bethesda Game Studios Austin.

## Ontwikkelde spellen
| Jaar | Titel      | Platform                         | Opmerking                                                     |
| ---- | ---------- | -------------------------------- | ------------------------------------------------------------- |
| 2016 | Doom       | PlayStation 4, Windows, Xbox One | Assisteerde id Software met post-release multiplayer content. |
| 2018 | Fallout 76 | PlayStation 4, Windows, Xbox One | In samenwerking met Bethesda Game Studios.                    |